# 게임 포켓 컴퓨터
게임 포켓 컴퓨터(Game Pocket Computer, 일본어: ゲームポケコン)는 에폭에서 발매된 휴대용 게임기로 휴대용 카세트 비전을 컨셉으로 개발되었다. 1985년 일본에서 발매되었으며, 발매 당시 정가는 12,000엔이다.

## 사양
- 사용 전원 : AA 건전지 4개, 전용 AC 어댑터
- 건전지의 공칭 구동 시간은 30 시간으로 게임 보이와 동일
- 화면 해상도 : 가로 75 세로 64
- CPU : μPD78C06AG (6MHz)
- 사운드 처리를 겸임
- RAM : 128B (+ 2kB)
- 내장 ROM : 4KB

## 인지도
롬 카세트를 최초로 채용한 휴대용 게임기로, 이전까지의 휴대용 게임기와는 구별을 분명히 하고 있다. 액정 화면은 흑백으로 게임기 성능면에서는 카세트 비전을 약간 능가한다. 게임 포켓 컴퓨터라는 이름을 가지고 있지만, 게임 전용으로 컴퓨터로서의 기능은 가지지 않았다. 카트리지를 쓰지 않고 전원을 켜면 퍼즐 게임이나 그래픽 도구 기능을 사용할 수 있었다.
선견지명은 있었지만, 당시의 기술적인 한계 때문에 게임 보이의 약 2.5 배의 너비와 길이라는 단점으로 인해 간편한 휴대에는 불편했다. 또한 게임 소프트도 많은 편이 아니었고 더군다나 라이센스 제도가 없으므로 모든 게임 소프트가 자사 만의 공급이었기 때문에 종류는 생각처럼 늘지 않아 최종적으로 단기간에 시장에서 사라지게 되었다. 카트리지 교환식의 휴대용 게임기가 본격적으로 보급되는 것은 닌텐도가 1989년에 발매한 게임 보이부터 시작된 것이므로 세상에 나오는 것이 너무 빠른 기종이라고 할 수 있다.

## 특징
왼쪽에는 십자 키에 해당하는 원형 8 방향 키 중앙에 화면 오른쪽에 조작 버튼이라는 수평 휴대 게임기로서는 일반적인 배치를 채용하고 있지만, 놀랍게도 버튼 4 개 ( START와 SELECT를 포함하면 6 개)도 두 버튼이 표준이던 시절로 엄청나게 많은 편이었다.
롬 카세트를 삽입 슬롯은 본체 오른쪽에 있다. 이 정면 (화면의 오른쪽 옆)에 투명 창이 있어 여기에 카세트 라벨이 오는 구조로 되어 있었기 때문에, 어떤 게임을 사용하고 있는지 정면으로 확인할 수 있는 사양이었다. 그럼에도 이러한 구조는 이후 휴대용 게임기에는 일절 채용되는 것은 없고, 게임 포켓 컴퓨터 만이 가지는 특징이었다. 또한 롬 카세트의 두께는 상당한 것으로, 선단부 (단자 반대측)는 게임 포켓 컴퓨터 본체와 같은 두께가 있었다.

## 같이 보기
- 카세트 비전
- 슈퍼 카세트 비전